# Bisdom Bagdogra
Het bisdom Bagdogra (Latijn: Dioecesis Bagdograna) is een rooms-katholiek bisdom met als zetel Bagdogra, in India. Het bisdom is suffragaan aan het aartsbisdom Calcutta. 

## Geschiedenis
Het bisdom werd opgericht op 14 juni 1997, uit delen van het bisdom Darjeeling. 

## Parochies
Het bisdom had in 2022 een oppervlakte van 1.110 km2 en telde 1.189.838 inwoners waarvan 5,0% rooms-katholiek was.

## Bisschoppen
- Thomas D’Souza (14 juni 1997 - 12 maart 2011)
- Vincent Aind (7 april 2015 - 30 december 2023)
- sedisvacatie

Calcutta (aartsbisdom) · Asansol · Bagdogra · Baruipur · Darjeeling · Jalpaiguri · Krishnagar · Raiganj